# 서부산 나들목
서부산 나들목(W.Busan IC)은 부산광역시 강서구 대저2동에 위치한 남해고속도로제2지선의 4번 교차로이다. 본래 개통 당시에는 부산방향 진출로에 요금소가 설치되어 있었으나, 2014년 10월 1일 서부산 요금소가 현재의 위치로 이설됨에 따라 폐쇄되었으며, 이후 해당 부지에는 서부산휴게소가 2020년 말 착공되어 2022년 7월 8일 신설 개장되었다.

## 연혁
- 1981년 9월 4일 : 부산마산고속도로 개통과 함께 영업 개시[1]
- 2008년 7월 16일 : 냉정 ~ 부산 구간 확장 공사로 부산광역시 도시계획시설 교통광장에 강서구 대저2동 일대를 서부산 나들목으로 고시[2]
- 2014년 10월 1일 : 서부산 요금소 이전으로 인해 부산방향 진출 전용 요금소 폐쇄

## 구조물 정보
- 위치: 부산광역시 강서구 대저2동

## 접속하는 도로
- 부산광역시도 제31호선 (공항로)

## 인근 정보
- 김해국제공항